# Mahajanga (provincie)
Mahajanga is een voormalige provincie van Madagaskar met een oppervlakte van 150.023 km² en 1.733.917 inwoners (juli 2001). De hoofdstad was Mahajanga.
Antananarivo · Antsiranana · Fianarantsoa · Mahajanga · Toamasina · Toliara